# Sachiko Otani
Sachiko Otani (em japonês:  大谷 佐知子; Suita, 3 de agosto de 1965) é uma ex-jogadora de voleibol do Japão que competiu nos Jogos Olímpicos de 1984.
Em 1984, ela fez parte da equipe japonesa que conquistou a medalha de bronze no torneio olímpico, no qual atuou em cinco partidas.